# Schloss Engelseck

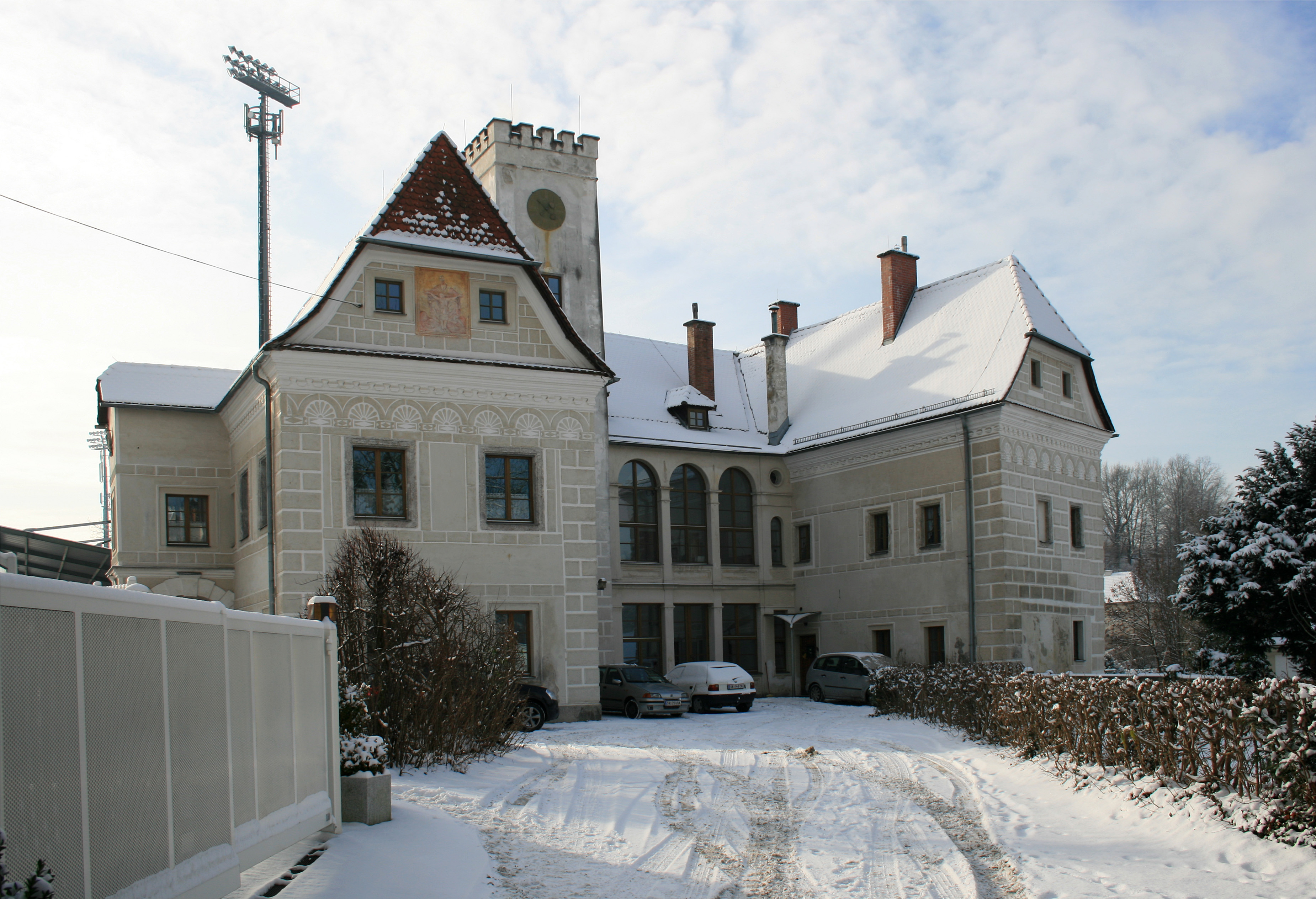
Ansicht von der Redtenbachergasse aus

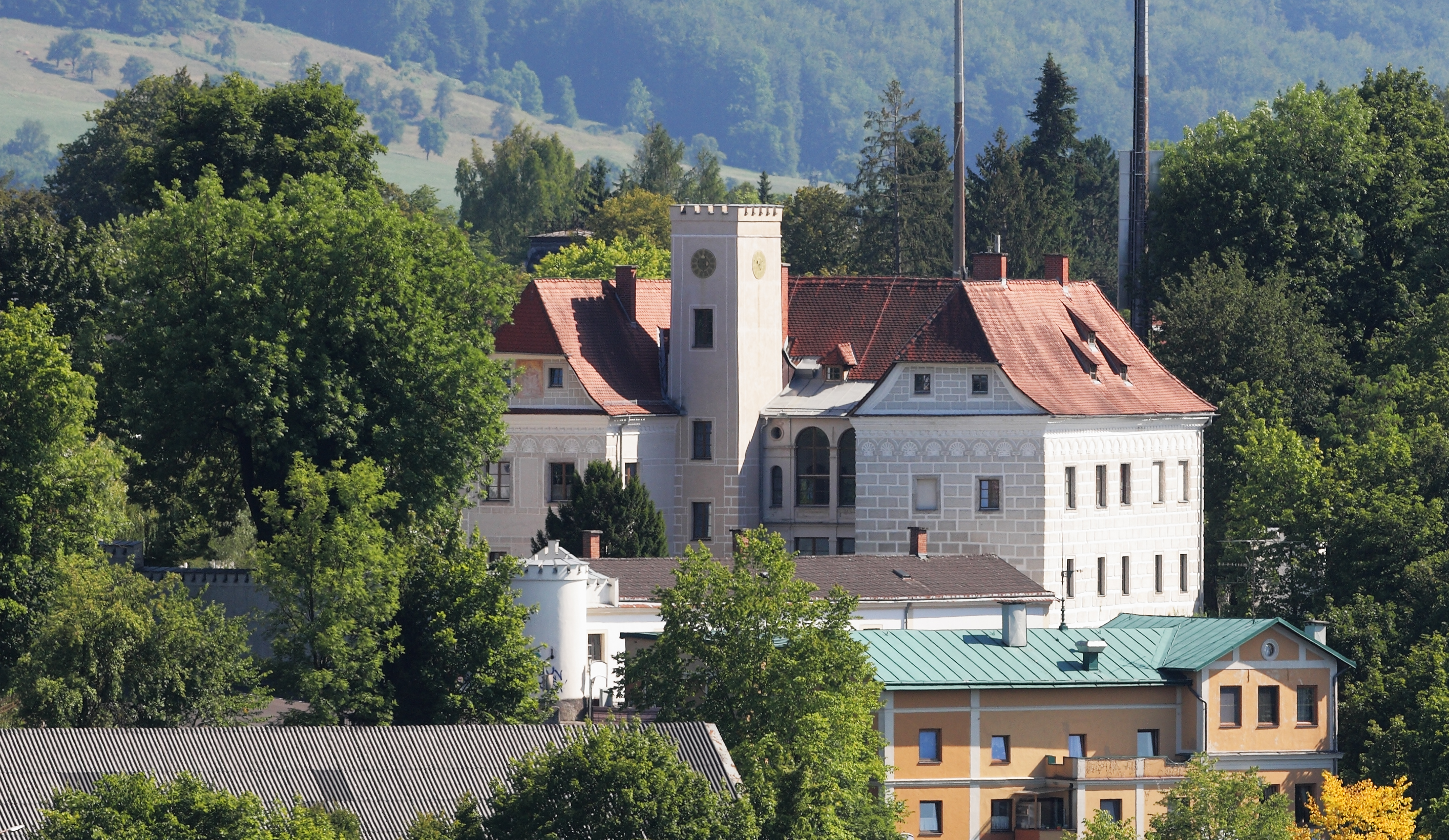
Blick von der Seifentruhe (Voralpen Straße B 122)

Schloss Engelseck (auch als Engelsegg bezeichnet) ist eine um 1500 erbaute Schlossanlage in Steyr (Redtenbachergasse Nr. 9). Bis 1642 hieß das Anwesen Teufelseck.
Der Eintrag in der Liste des Bundesdenkmalamtes lautet „Schloss Engelsegg“ (Listeneintrag).

## Geschichte
Die genaue Erbauungszeit von Engelseck ist unbekannt, der Sitz wird aber bereits im 13. Jahrhundert erwähnt. Erbauer ist vermutlich der reiche Tuchhändler Hans Fuchsberger, der 1525 und 1526 auch Steyrer Bürgermeister war. Josef Achtmarkt von Achtmarktstein (Bürgermeister von 1642 bis 1645, † 1647) erwarb das Schloss 1641 und baute es im Renaissance-Stil um, 1642 beantragte er bei Kaiser Ferdinand III. die Umbenennung des Ansitzes von Teufelseck zu Engelseck. Der frühere Name Teufelsegg leitete sich von dem teils unterirdisch verlaufenden Teufelsbach ab.
1667 war Mattheus Riß im Besitz des Schlosses; die Familie Riß von Risenfels blieb bis 1726 im Besitz des Schlosses. Johann Josef von Risenfels war mit Helena Theresia Händl von Ramingdorf vermählt. Es folgte im Besitz Franziska von Rummel. 1783 verkaufte Freifrau Franziska von Rummel den Besitz an Jakob Voith.
Weitere Besitzer waren: Familie Höger, Josef Mayr (1835), dann Josef Werndl, der auch im Besitz von Schloss Rosenegg war. Durch dessen Tochter Anna kam Engelsegg an die Grafen von Lamberg. Seit 1918 ist die Stadt Steyr Eigentümerin des Anwesens.

## Architektur

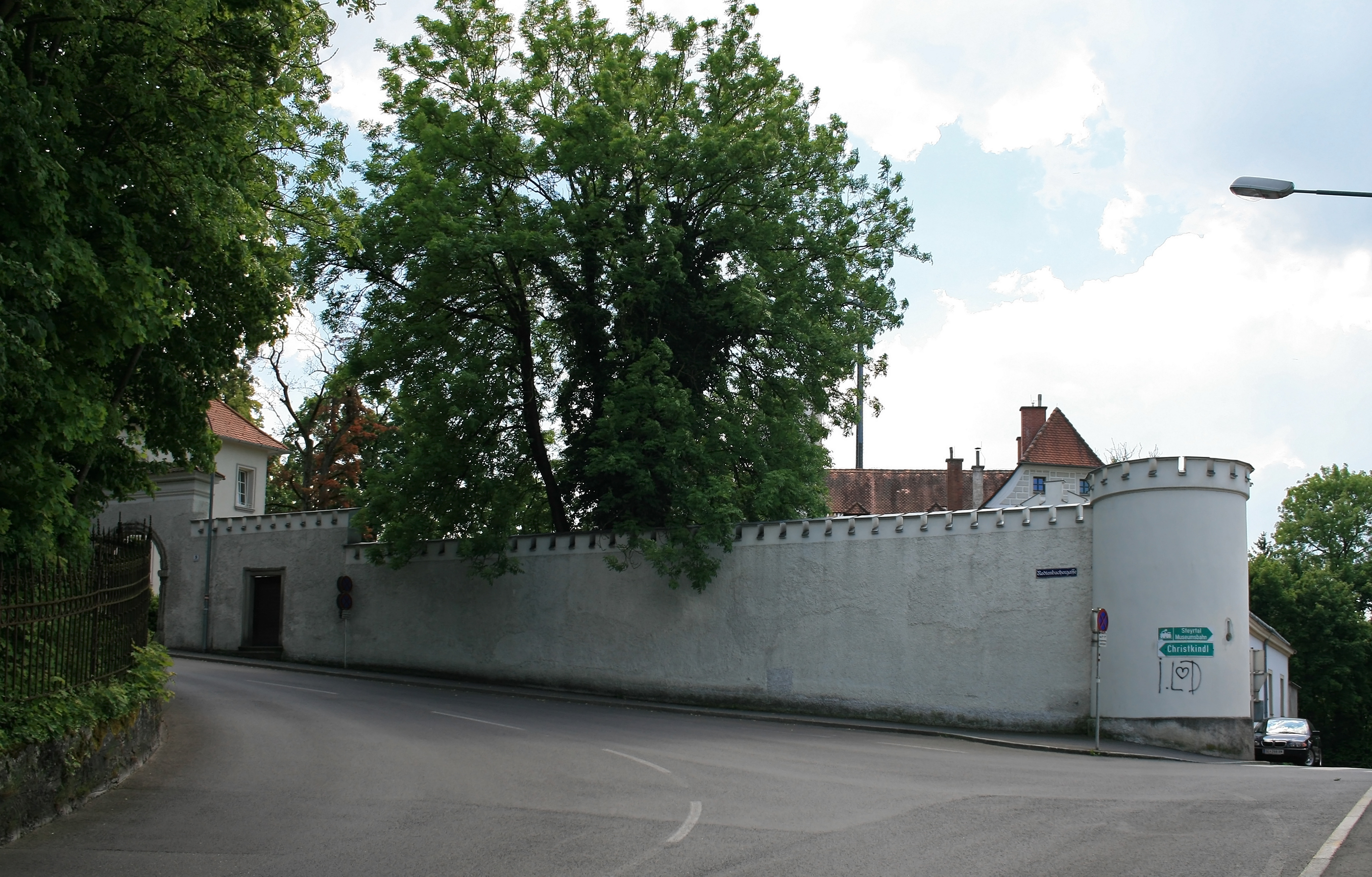
Die Schlossmauer zur Redtenbachergasse

Das Schloss ist ein einfacher zweigeschoßiger Renaissancebau. Durch den dreiflügeligen Grundriss ist der Hof nach vorne offen. Die kurzen Seitenflügel besitzen frontseitig Schopfwalmdächer. In den Mitteltrakt ist ein hoch aufragender Turm eingebunden, umgeben von einer zinnenbewehrten Mauer mit zwei Rundtürmen. Der Mittelturm besitzt anstelle eines Daches eine umlaufende Plattform mit einem falschen Zinnenkranz, der den früher vorhandenen Zwiebelturm ersetzt. Auf einer Mauer steht eine Statue des hl. Nepomuk. Die Außenseite ist mit einem Rundbogenfries sowie mit einer nachgeahmten Quaderung verziert. An der Südseite des Schlosshofes findet sich ein Wappen mit der Jahreszahl 1766, an der Westseite ist die Jahreszahl 1617 angebracht. Dem Rundturm an der Redtenbachergasse ist ein Rondell mit Ausblick auf die Stadt Steyr vorgestellt. Neben und hinter dem Schloss befindet sich ein baumbestandener Park.

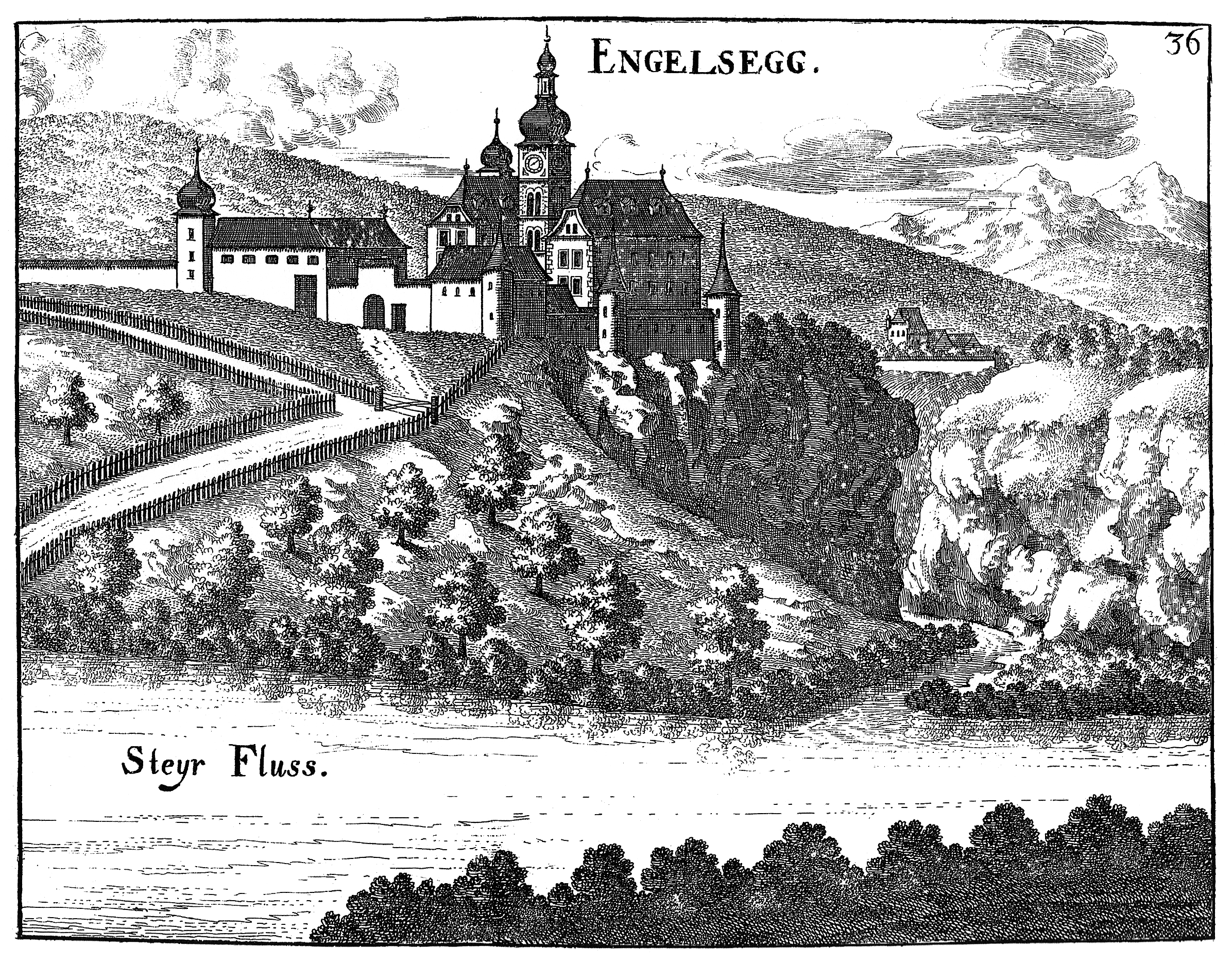
„Engelsegg“. Stich von Vischer (erschienen 1674)
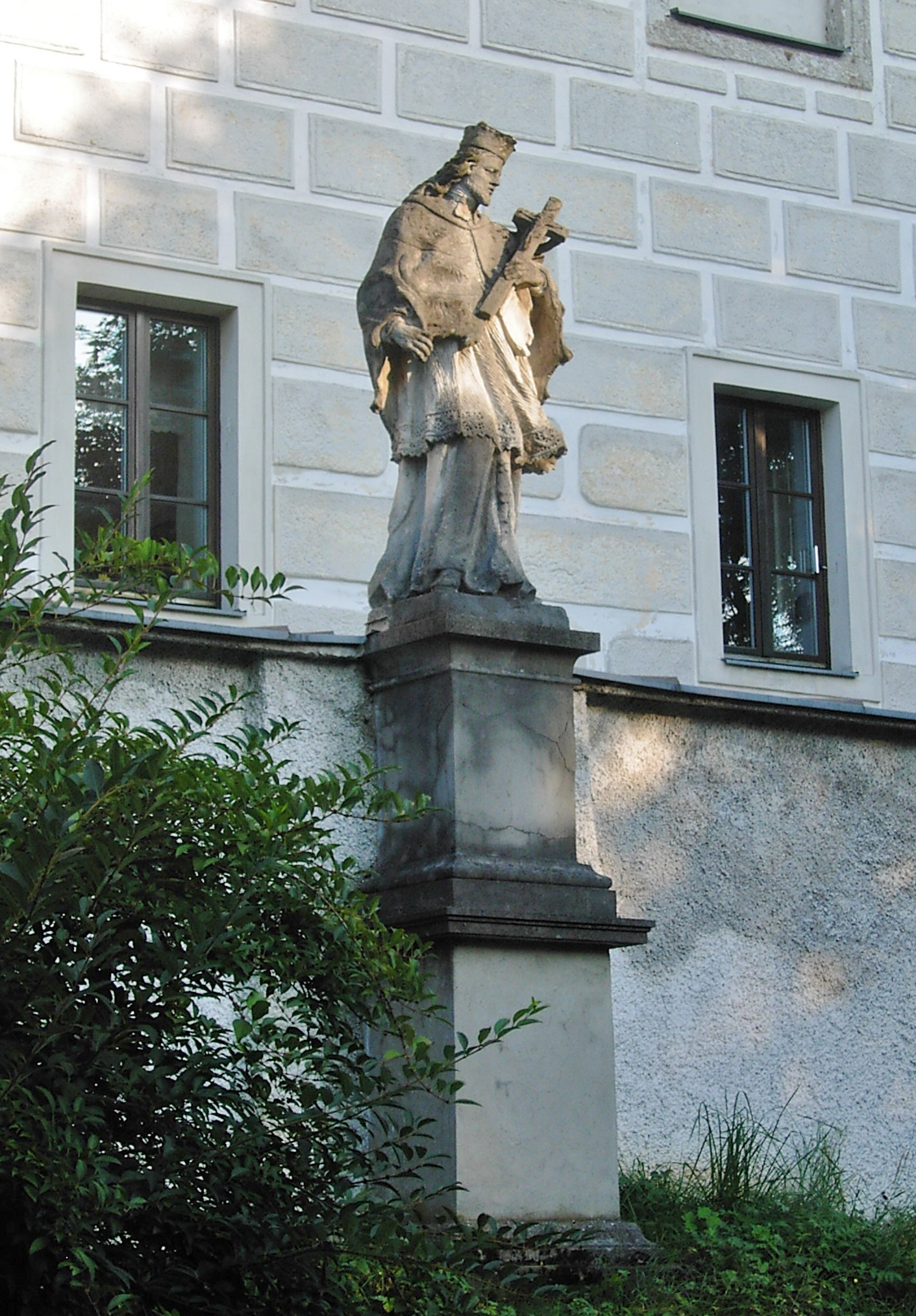
Hl. Johannes Nepomuk